# 1. People’s Choice Awards-gála
Az 1. People’s Choice Awards-gála az 1974-es év legjobb filmes, televíziós és zenés alakításait értékelte. A díjátadót 1975. március 4-én tartották, a műsor házigazdái Army Archerd és Richard Crenna voltak. A ceremóniát a CBS televízióadó közvetítette.

## Győztesek és jelöltek
Forrás:

### Film
| Az év filmje                                     | Az év filmje                                |
| ------------------------------------------------ | ------------------------------------------- |
| - A nagy balhé                                   |                                             |
| Az év színésznője                                | Az év színésze                              |
| - Barbra Streisand - Faye Dunaway - Raquel Welch | - John Wayne - Paul Newman - Robert Redford |

### Televízió
| Az év vígjátéka                                                           | Az év drámaműsora                            |
| ------------------------------------------------------------------------- | -------------------------------------------- |
| - All in the Family - Good Times - Sanford and Son                        | - The Waltons - Kojak                        |
| Az év női tévés sztárja                                                   | Az év férfi tévés sztárja                    |
| - Mary Tyler Moore - Carol Burnett - Valerie Harper                       | - Alan Alda - Telly Savalas - Peter Falk     |
| Az év visszatérő női tévés sztárja                                        | Az év visszatérő férfi tévés sztárja         |
| - Carol Burnett - Mary Tyler Moore - Barbra Streisand                     | - Bob Hope - Johnny Carson - Sammy Davis Jr. |
| Az év varieté műsora                                                      |                                              |
| - The Carol Burnett Show - Tony Orlando and Dawn - The Lawrence Welk Show |                                              |

### Zene
| Az év férfi előadója                                    | Az év női előadója                                                    |
| ------------------------------------------------------- | --------------------------------------------------------------------- |
| - Mac Davis - John Denver - Elton John                  | - Olivia Newton-John - Lynn Anderson - Barbra Streisand - Helen Reddy |
| Az év együttese                                         |                                                                       |
| - The Osmond Brothers - Chicago - Tony Orlando and Dawn |                                                                       |

### Egyéb
| Az év sportolója                             | Az év sportolója |
| -------------------------------------------- | ---------------- |
| - Hank Aaron - Joe Namath - Billie Jean King |                  |

## Műsorvezetők
A gálán az alábbi műsorvezetők működtek közre:
- Richard Crenna
- Army Archerd
- Bob Hope
- Lynn Anderson
- Jimmy Cohn
- Jacqueline Bisset
- Brenda Vaccaro
- Sammy Davis Jr.
- Raquel Welch
- Faye Dunaway
- Alan Alda
- Barbra Streisand
- Carol Burnett
- Michael Landon
- Wayne Rogers
- Ted Knight
- Shirley Jones
- Ann-Margret
- Natalie Wood
- Robert Wagner
- Dyan Cannon
- Danny Thomas
- Valerie Braun
- George Segal
- Cher

## Fordítás
- Ez a szócikk részben vagy egészben  a(z)   1st People's Choice Awards című angol Wikipédia-szócikk fordításán alapul.  Az eredeti cikk szerkesztőit annak laptörténete sorolja fel. Ez a jelzés csupán a megfogalmazás eredetét és a szerzői jogokat jelzi, nem szolgál a cikkben szereplő információk forrásmegjelöléseként.